# C/1760 A1
 C/1760 A1 (również Wielka Kometa z 1760 roku) – kometa najprawdopodobniej jednopojawieniowa, którą można było obserwować gołym okiem w 1760 roku.

## Odkrycie i obserwacje komety
Kometa została zaobserwowana po raz pierwszy 7 stycznia 1760 roku. 17 grudnia 1760 roku przeszła przez peryhelium.

## Orbita komety
C/1760 A1 porusza się po orbicie w kształcie paraboli o mimośrodzie 1. Peryhelium jej znajdowało się w odległości 0,96 j.a. od Słońca. Nachylenie jej orbity do ekliptyki wynosiło 175,12˚.
Obiekt ten pochodzi spoza Układu Słonecznego, gdyż nie udało się wyliczyć aphelium jego orbity, co sugeruje, iż wpadł on jedynie raz w okolice Słońca i przechodząc w jego pobliżu, oddalił się następnie w przestrzeń międzygwiazdową. Dwa lata przed odkryciem kometa ta przeszła bardzo blisko Jowisza (0,054 au).